# Symphysodon symphysodontelloides
Symphysodon symphysodontelloides är en bladmossart som beskrevs av Julius Baumgartner och J. Fröhlich 1953. Symphysodon symphysodontelloides ingår i släktet Symphysodon och familjen Pterobryaceae. Inga underarter finns listade i Catalogue of Life.